# 호스테스 미스 고
"호스테스 미스 고"는 한국에서 제작된 박용준 감독의 1990년 영화이다. 정인철 등이 주연으로 출연하였고 김정조 등이 제작에 참여하였다.

## 출연

### 주연
- 정인철
- 조혜수

## 기타
- 조명: 김윤덕